# Сектор Газа (компіляція)
«Сектор Газа» — компіляційний альбом російського рок-гурту «Сектор Газа», який був випущений в травні 1989 року.
Альбом «Сектор Газа» — це зведена компіляція з перших двох альбомів гурту — «Плуги-вуги» і «Колхозний панк» (йдеться про оригінальну версію альбому). Всі композиції перезаписані в 1993 році на студії «Black Box» в Вороніже, а в 1997 переспівані.

## Список композицій варіанта альбому 1989 року
1. «Вступление»
2. «Видак»
3. «Эстрадная песня»
4. «Плуги-вуги»
5. «Я мочился в ночь»
6. «Авто-мат»
7. «Банка»
8. «Подкуп»
9. «Карьерист»
10. «Дураки»
11. «Война»
12. «Пасха»
13. «Вальпургиева ночь»

## Список композицій варіанта альбому 1993 року
1. «Вступление»
2. «Сектор Газа»
3. «Ангел Секса»
4. «Авто-мат»
5. «Я мочился в ночь»
6. «Эстрадная песня»
7. «Аборт или роды»
8. «Самогонщики»
9. «Спокойной ночи, малыши!»
10. «Я — мразь»
11. «Сумасшедший труп»
12. «Подкуп»
13. «Дураки»
14. «Война»

## Список композицій варіанта альбому 1997 року
1. «Сектор Газа»
2. «Ангел Секса»
3. «Авто-мат»
4. «Я мочился в ночь»
5. «Эстрадная песня»
6. «Аборт или роды»
7. «Самогонщики»
8. «Спокойной ночи, малыши!»
9. «Я — мразь»
10. «Сумасшедший труп»
11. «Подкуп»
12. «Дураки»
13. «Война»

## Музиканти

### Склад гурту при запису оригінального альбому 1989 року випуску
- Юрій Клинських — вокал, гітара
- Сергій Тупікін — соло-гітара (2;9;12)
- Ігор Кущьов — соло-гітара (3-8;11;13)
- Семен Тітієвський — бас-гітара
- Олег Крючков — барабани (2;9)
- Олександр Якушев — барабани (11)
- Олексій Ушаков — клавішні

### Склад гурту при перезапису альбому 1993 року випуску
- Юрій Клинських — вокал, гітара, клавішні
- Ігор Жирнов — лідер-гітара
- Олександр Якушев — барабани (14)

## Інформація
- Дата выпуска: 1989, 1993, 1997
- Студія: «Black Box»
- Лейбл: «Rec Records»/«BECAR Records»
- Музика, слова: Юрій Клинських
- Звукорежисер: Андрій Дєльцов